# Треліс-модуляція
Треліс-модуляція (англ. trellis coded modulation, TCM) — вид модуляції зі згортковим кодуванням, яка дозволяє з високою ефективністю передавати інформацію по каналах з обмеженою смугою частот, таких як телефонні лінії, ціною порівняно невеликої надмірності — додаванням треліс-біта. Треліс-кодова модуляція використовується в модемах, де швидкість перевищує межу швидкості 9600 біт (V.32).
Перевага методу TCM перед QAM полягає не стільки в збільшенні числа біт, переданих за час посилки (воно може становити від 1 до 9), скільки у зниженні вимоги до величини співвідношення сигнал/шум телефонної лінії на 3…6 дБ. На приймаючому модемі для аналізу послідовностей бітів використовується спеціальний декодер, так званий декодер Вітербі. Цей спосіб модуляції забезпечує швидкість передачі даних до 9600 біт/с і більше.

## Опис
Треліс-модуляція, або гратчасте кодування - техніка групового кодування, що застосовується в високошвидкісних модемах для модуляції несучої. Ціною порівняно невеликий надмірності - додаванням трелліс-біта - підвищується стійкість передачі. На приймаючому модемі для аналізу надходять послідовностей бітів використовується спеціальний декодер, так званий декодер Вітербо.Цей спосіб модуляції забезпечує швидкість передачі даних до 9600 біт / с і більше по стандартному каналу тональної частоти з смугою пропускання 300-3400 Гц.

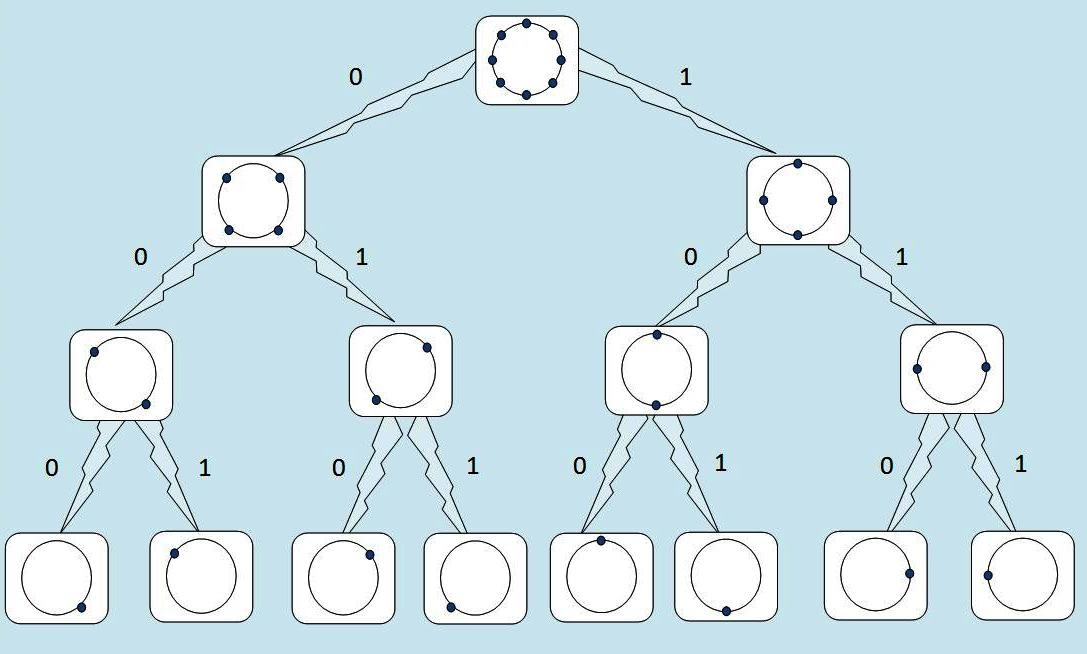
Поділ 8-фазового сузір'я для гратчастої кодованої модуляції

При використанні блокового або двійкового кодування завадостійкість радіозв'язку підвищується за рахунок розширення смуги частоти і ускладнення радіоапаратури без підвищення відношення сигнал/шум (ВСШ). Для збереження завадостійкості при тому ж значенні ВСШ, зменшити смугу частот, що використовується, і спростити радіоапаратуру можна за допомогою застосування трелліс-модуляції (TCM), яка вперше була розроблена в 1982 році Унгербоком. В основі TCM лежить спільний процес кодування і модуляції.

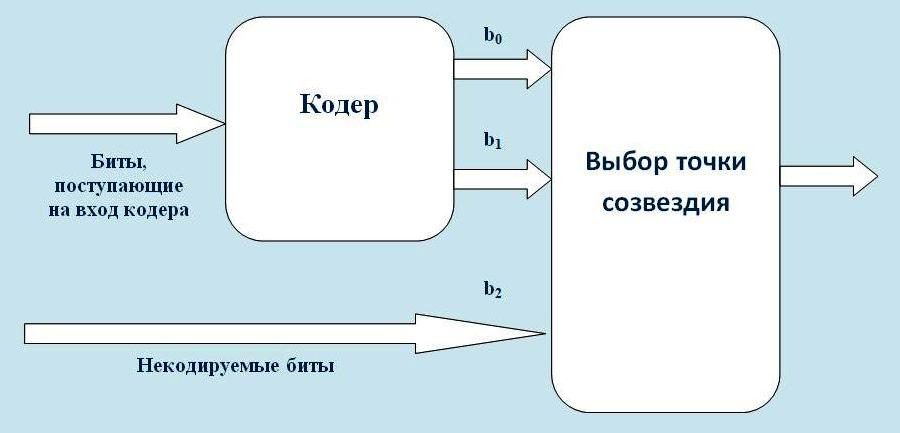
TCM-модулятор

Як приклад розглянемо комбінований кодер / модулятор, загальна структура якого показана на малюнку. Біт b0 дозволяє вибрати одне з двох сузір'їв, які вийшли при першому поділі. Далі вибір визначається в залежності від біт b1 і b2